# Bega
För andra betydelser, se Bega (olika betydelser).

Karta över Begas lopp

Bega är ett 44 kilometer långt vattendrag i Tyskland.
Bega har sin källa sydost om staden Barntrup i distriktet Lippe, Nordrhein-Westfalen. Den är en högerbiflod till Werre, som flyter vidare i nordlig och nordostlig riktning och mynnar i Weser. Den har ett avrinningsområde på 377 km². 
Från källan flyter Bega åt väster mot orten Dörentrup i övre Begadalen, mot den gamla hansastaden Lemgo och flyter samman i kurorten Bad Salzuflen med Werre. Begadalen ligger mitt i det så kallade Lipper Bergland, en del av Weserbergland.

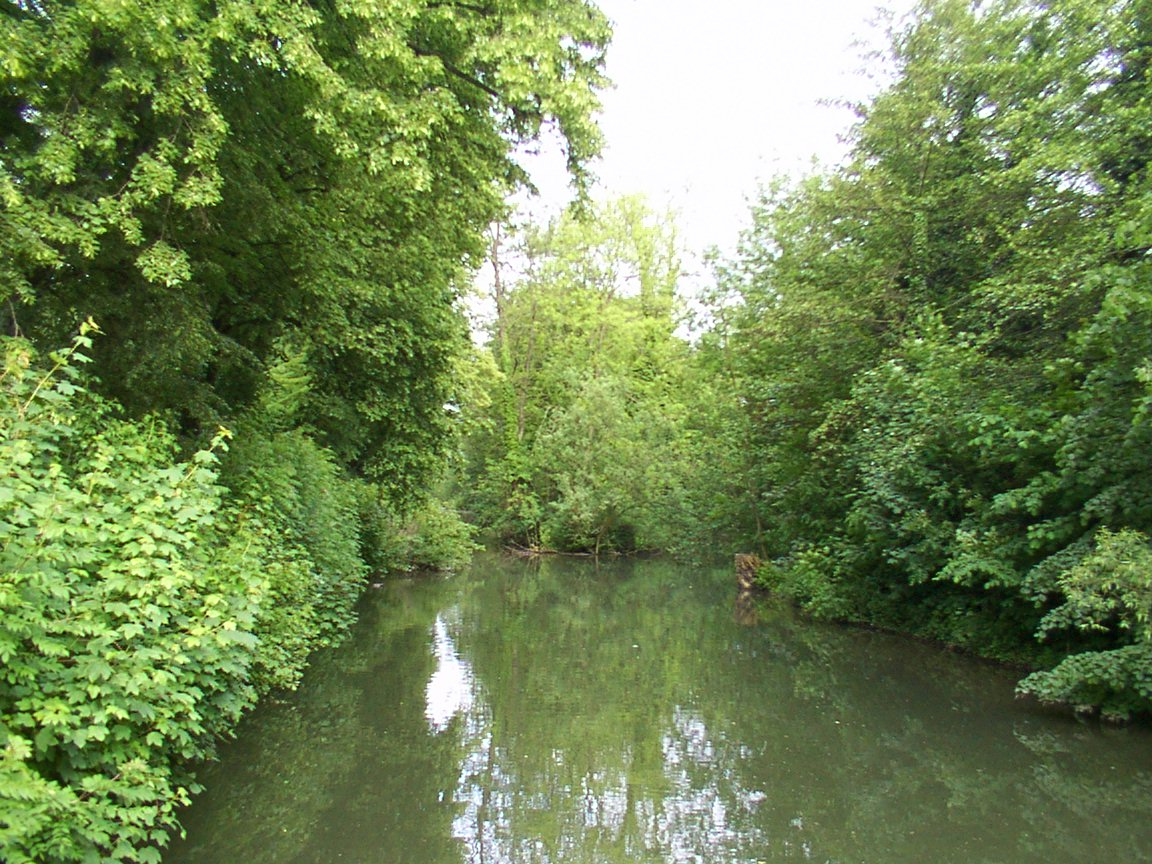
Bega i Lemgo